# أورين تومسون
أورين تومسون (بالإنجليزية: Orrin Thompson)‏ هو شخصية أعمال أمريكي، ولد في 26 أغسطس 1913، وتوفي في 7 مارس 1995.